# جنزانو دي روما
جنزانو دي روما، هي بلدة و بلدية في مقاطعة روما، و تحديداً في إقليم لاتسيو الواقع في وسط إيطاليا. كانت أحد القلاع الرومانية، و تقع على مسافة 29 من العاصمة الإيطالية روما، على تلال ألبان.

## السكان
في سنة 1871 بلغ عدد السكان 4٬911 نسمة، وتطور العدد ليصل في سنة 2011 لـ 23٬780 نسمة.
يظهر هذا المخطط البياني تطور النمو السكاني لـ جنزانو دي روما

## أعلام
- فرانشيسكا كونتي